# Chrysopa bullocki
Chrysopa bullocki är en insektsart som beskrevs av Navás 1933. Chrysopa bullocki ingår i släktet Chrysopa och familjen guldögonsländor. Inga underarter finns listade i Catalogue of Life.